# Vanja Timer
Vanja Timer (Zagreb, 19. travnja 1914. -  Zagreb, 1. listopada 2002.), hrvatska pjevačica i glumica, prvakinja Drame HNK-a u Zagrebu. 

## Životopis
Vanja Timer rođena je u Zagrebu 1914. godine gdje je završila gimnaziju i baletnu školu. U Hrvatskom narodnom kazalištu djeluje od 1933., gdje najprije nastupa u operi kao subreta, a istaknula se kao Liza u Kalmanovoj »Grofici Marici«, i drugim likovima u »Kneginji Čardaša« i »Barunu Trenku« (Marica). 
Godine 1936. odlazi u Banju Luku, gdje je angažirana kraće vrijeme, pa se uskoro vraća u Zagreb, gdje se potpuno afirmirala. Važnije su joj, od kojih stotinu uloga opriječnih po karakteru, Dezdemona u Shakespeareovu »Othellu«, Marta u Kolarovoj »Sedmorici u podrumu«, Marianne u Moliereovu »Tartuffeu«, Dorimene u Moliereovu »Građaninu plemiću«, i druge.
Kao filmska glumica prvi put se pojavljuje u filmu Lisinski (1944., a briljira u ulozi Janice u filmu »Svoga tela gospodar« (1957.); ostali filmovi gdje igra manje uloge su »Tonkina jedina ljubav« (1965.) (TV); »Tko pjeva zlo ne misli« (1970.); i »Razmeđa« (1973.).
Na groblju Mirogoj u Zagrebu bio joj je posljednji ispraćaj 4. listopada 2002.

## Vanjske povetnice
- Vanja Timer u internetskoj bazi filmova IMDb-u (engl.)